# 小行星6959
小行星6959（6959 Mikkelkocha）是一颗围绕太阳公转的小行星。1988年11月3日，波爾·延森在霍尔拜克发现了此天体。
这颗小行星的绝对星等为329.37618等。